# Ctenoneura propannulicornis
Ctenoneura propannulicornis är en kackerlacksart som beskrevs av Roth, L. M. 1993. Ctenoneura propannulicornis ingår i släktet Ctenoneura och familjen Polyphagidae. Inga underarter finns listade i Catalogue of Life.